# Gland (anatomie)
Pour les articles homonymes, voir Gland.
Le gland (autrefois appelé aussi « balanus »,, dont est issu l'adjectif « balanique ») est une structure anatomique génitale présente chez la plupart des mammifères. Il prend une forme et des fonctions partiellement différentes chez le mâle et chez la femelle, mais du point de vue embryologique, il est issu du même tubercule génital. Chez l'embryon des mammifères, une éminence génitale apparait d'abord (dans les premières semaines de la formation embryonnaire chez l'humain). 
Cette éminence se transforme ensuite en un tubercule qui constitue l'origine commune des organes génitaux (externes et internes) masculin, féminin (et intersexe), sous le contrôle du système hormonal. Très innervé, il est essentiel au développement sexuel et une source majeure de sensations pour la jouissance sexuelle, avec une importance variable selon les personnes, liée à des facteurs génétiques et anatomiques, mais aussi psychosexuels et socioculturels. Il joue aussi « un rôle important dans la façon dont le genre est conceptualisé tout au long de la vie ».

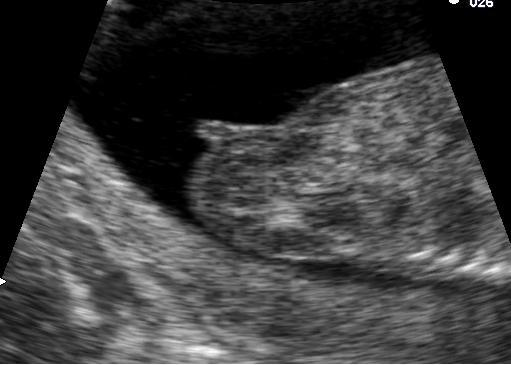
Tubercule génital à 14 semaines vu en échographie ; si l'angle du tubercule génital par rapport à une ligne horizontale passant par le revêtement cutané de la région lombaire (le bas du dos) est supérieur à 30 degrés, l'embryon est masculin, et féminin si l'angle est inférieur à 10 degrés (de manière simplifiée : le tubercule génital est orienté vers l'arrière indique le sexe féminin, et vers l'avant il indique un embryon masculin ; entre ces deux cas, le sexe ne peut être visuellement déterminé.

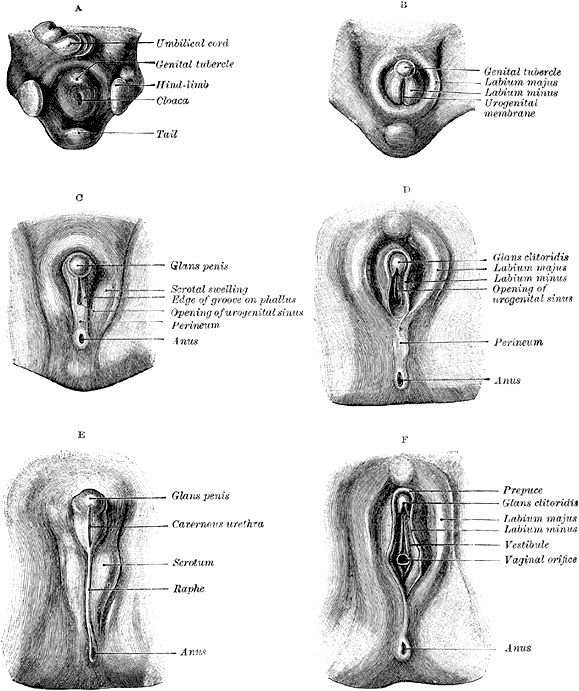
Trois phases du développement du bourgeon génital embryonnaire vers les organes géniaux externes masculins (à gauche) et féminins (à droite), gravures faites d'après des dessins d'Ecker-Ziegler (avant 1858).

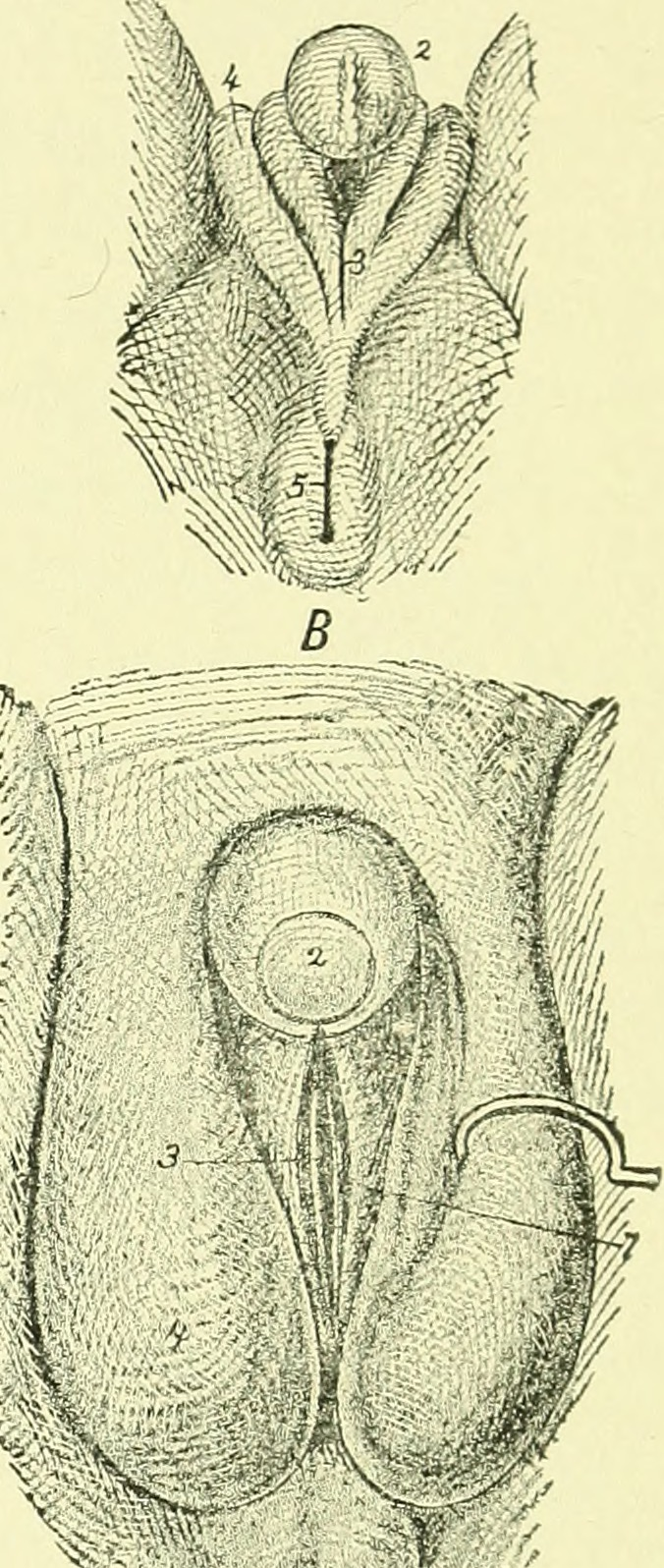
Gravure extraite d'un Manuel d'embryologie pour étudiants en médecine (1907) ; illustrant le développement des organes génitaux féminins externes au cours du quatrième mois, alors que la différentiation sexuelle est bien marqués.
1 : clitoris
2 : gland du clitoris
3 : fissure uro-génitale
4 : grandes lèvres
5 : anus
6 : éminence coccygienne
: petites lèvres

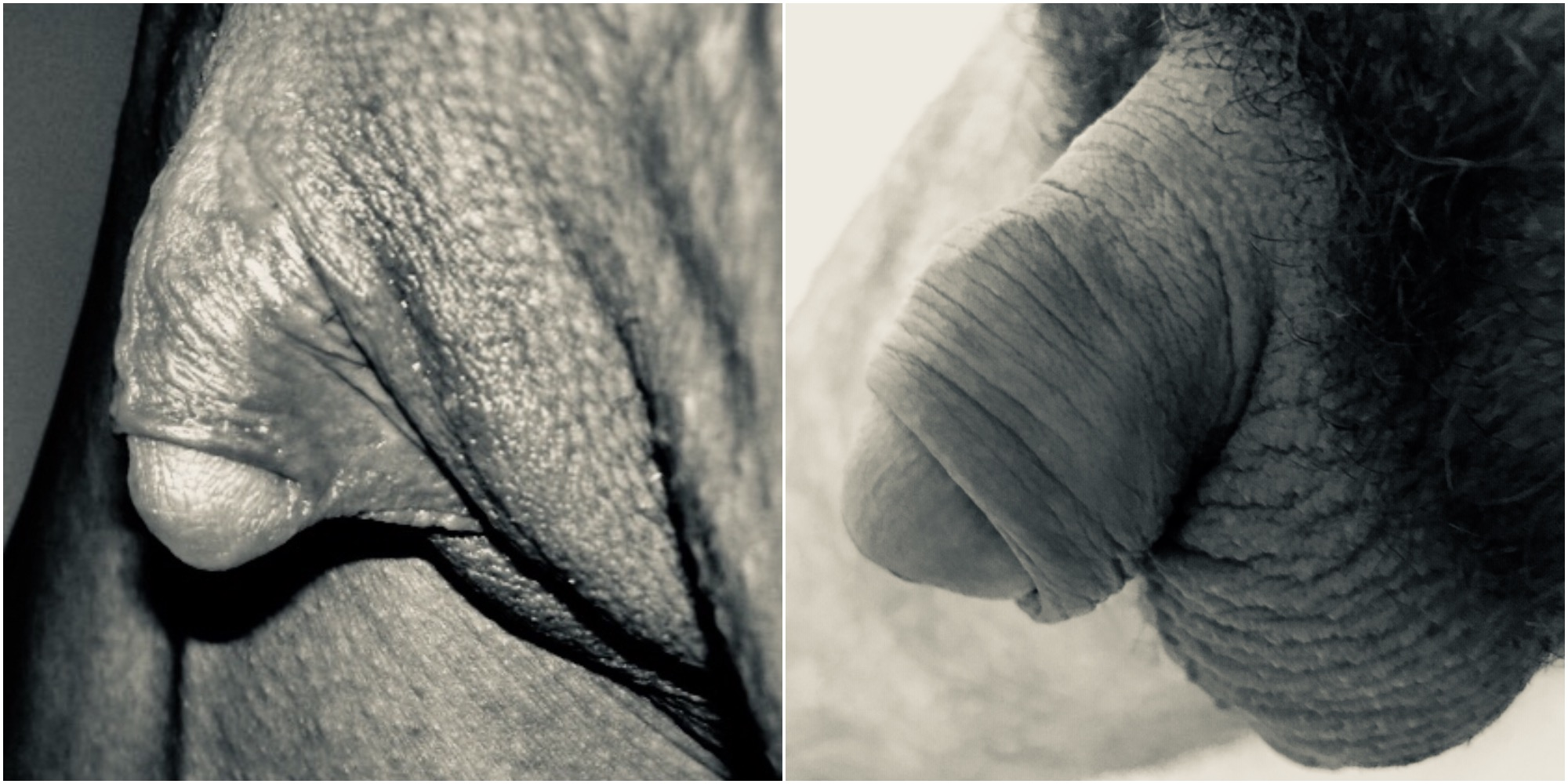
Comparaison entre (à gauche) un clitoris en érection et (à droite) un pénis flasque.
Le gland du clitoris est homologue (du point de vue du développement) du gland du pénis. Tous deux contiennent la même quantité de terminaisons nerveuses, mais celles du gland du clitoris sont plus denses car il est plus petit, ce qui le rend plus sensible que le gland du pénis.
Remarque : dans cet exemple, le gland du clitoris est également lié à un frein très marqué.

## Description
C'est un organe très richement innervé, par plusieurs milliers de corpuscules sensoriels. 
Sa taille, son diamètre et sa forme varient selon l'âge et d'un sujet à l'autre ; le gland du clitoris est beaucoup plus petit que celui du pénis, mais avec des terminaisons nerveuses proportionnellement plus nombreuses par surface de muqueuse. Grâce à deux corps caverneux et à la présence de tissus spongieux le gland est érectile sous l'effet de stimuli sexuels et/ou hormonaux (durant le sommeil).
Il est présent chez la plupart des mammifères dans les organes génitaux externes des deux sexes, plus ou moins recouvert par un prépuce :
- gland du pénis, qui joue un rôle sexuel et érotique, mais qui porte aussi le méat urinaire ;
- gland du clitoris, exclusivement dévolu à la fonction érotique[4].

Le gland n'est pas recouvert par de la vraie peau, mais par une muqueuse, qui comme celle des lèvres, du prépuce, des petites lèvres et du clitoris, et comme la peau du lit de l'ongle ou les mamelons n'est pas thermorégulée par la transpiration car dépourvue de glandes eccrines, par contre, la zone périnéale (notamment la région périanale, les grandes lèvres chez la femme, et le scrotum et le prépuce chez l'homme, ainsi que les mamelons et le tissu aréolaire entourant les mamelons abritent un autre type de glandes : les glandes aprocrine, qui contribuent à leur odeur, et à l'odeur corporelle,,. 
Le gland se découvre lors de l'érection ou en tirant sur le prépuce qui le protège de la kératinisation (formation de corne) et d'un « éraillement » abrasif de la surface muqueuse. 
Le sillon qui entoure le gland du pénis ou celui du clitoris contient du smegma, un mélange de sécrétions sébacées lubrifiantes et de restes de cellules épithéliales, blanchâtre, produite par la plupart des mammifères et qui s'accumule souvent sous le prépuce, de manière plus ou moins importante selon l'âge, les individus, et les pratiques d'hygiène corporelle. Comme chez les autres mammifères, il est produit par les glandes prépuciales chez l'homme et par leur équivalent, les glandes de Tyson (aussi parfois dénommées « glandes prépuciales ») chez la femme.
Son rôle est encore mal compris. Une partie des composantes odorantes du smegma pourrait avoir eu ou avoir une fonction hormonale ou phéromonale. C'est un milieu dans lequel se développe une microflore particulière.

## Origine embryonnaire
In utero, après la fécondation, dans les premières semaines du développement embryonnaire, dans la zone lombaire, à la face antéro-interne du corps de Wolff, une saillie longitudinale (dite crête génitale) apparait et s'individualise.
Le cœlome construit d'abord des cordons sexuels dont les cellules (gonocytes primordiaux) se regroupent dans les canaux de Wolff et de Müller pour constituer la gonade primordiale (qui persistera jusqu'à la fin de la 6e semaine), les organes génitaux n'existent pas encore ; il n'existe alors qu'un cloaque urogénital (ou sinus urogénital). Puis un éperon périnéal sépare le compartiment urogénital (antérieur) de la partie digestive (postérieure). 

Jusqu'ici, l'organogenèse du gland est restée sexuellement indifférenciée ; après sa formation, le bourgeon génital a cessé de se complexifier pour demeurer identique (pour environ 6 semaines) chez les futurs garçons et filles.
Vers la 7e semaine, la différenciation mâle/femelle apparait : 
- chez l'embryon femelle, le gland s'atrophie, engendrant le clitoris et son capuchon,
- chez l'embryon mâle, le tubercule génital prend une forme phallique et l'invagination urétrale se ferme sur le raphé périnéal médian, alors que les plis labioscrotaux latéraux forment les bourses et s'intègrent dans les sillons génito-cruraux. Cette différenciation sexuelle est induite par le gène TDF (testis determining factor) porté par les chromosomes Y, et par l'antigène H-Y (en quelque sorte inhibiteur des caractères féminins). De la testostérone est sécrétée par les cellules de Leydig et les cellules de Sertoli sécrètent l'hormone antimüllérienne ; c'est alors que la gonade primitive se transforme alors en testicule, et que le gland se forme autour de la partie terminale du canal de Wolff (qui engendre l'urètre dont le méat sera au milieu du gland)[11].

## À la naissance
Le gland du nouveau-né est généralement peu visible : 
- il est caché dans la vulve chez la fille,;
- il est caché sous le prépuce chez le garçon, prépuce qui est souvent concerné par un phimosis bénin, et qui, fréquemment, ne peut pas ou pas complètement être décalotté en raison d'adhérences gland-prépuce qui disparaîtront avant la puberté.

L'anatomie des organes génitaux change ensuite très peu (« période de quiescence ») jusqu'à la puberté où sous l'influence du système hormonal, elle évolue vers celle de l'adulte

## Culture, religions et aspects sociopsychologiques
Sauf cas particuliers liés à des contextes médiaux, religieux, érotiques ou pornographiques, les codes de la peinture et de la sculpture classiques occidentales - même dans les représentations de nus - ont souvent caché le gland (masculin ou féminin) ; de même pour de nombreuses autres cultures puis pour la photo et le cinéma. 
Ce tabou a fait que le rôle physiologique du gland du pénis et plus encore celui du clitoris sont longtemps resté méconnus, et que la description de l'anatomie clitoridienne a été entachée de nombreuses erreurs. 
Depuis les années 1970, la médecine et l'éducation sexuelle ont, dans une certaine mesure, permis de mieux informer le grand public sur les fonctions et caractéristiques des organes géniaux et sexuels, dont le gland. 

La 'visibilité' et la 'promotion' du clitoris sont aujourd'hui parfois revendiquées de manière militante, dans le contexte des débats ou conflits liés au féminisme, aux débats sur le genre ou à la misogynie.
Un consensus scientifique sur l'anatomie clitoridienne a été établi vers le milieu du XXe siècle, mis en cause depuis 1998 à la suite de l'apparition de données nouvelles acquises par l'imagerie par résonance magnétique, données qui selon Zwang & al. (2020) ont fait l'objet d'une médiatisation approbative prématurée mais qui semblent confirmées par les dissections anatomiques post-mortem. 
Selon « dans certaines cultures, le clitoris s’entoure pour beaucoup d’une aura fuligineuse qui a conduit certains systèmes de pensée au discrédit de son usage, certaines sectes et sociétés à son amputation systématique. Hostilité qui a longtemps prévalu sur toutes autres considérations, s’opposant à toute étude objective. 
Il pâtit aussi du tabou de la représentation de la vulve dans l’art figuratif et la statuaire occidentaux ».

## Éducation sexuelle
Elle se contente souvent d'une description externe du gland du clitoris et du pénis, et les représentations offertes aux élèves faisaient confondre le clitoris avec son seul gland

## Evolution anatomique au cours de la vie
In utero d'abord, puis durant tout le développement du clitorophallus (du stade embryon à l'âge adulte), l'évolution de cette structure anatomique (à partir d'un élément du tubercule génital évoluant vers le gland de clitoris ou de pénis ou parfois vers des stades plus ou moins intermédiaires), se fait sous la dépendance du système hormonal et notamment de la testostérone et surtout de son métabolite le plus actif, la dihydrotestostérone.
Le développement du tubercule génital et du clitorophallus n'est pas uniforme et continu : il s'effectue principalement à trois moments de la vie : 
1. in utero (modifications les plus importantes) ;
2. stade postnatal précoce ;
3. puberté.

Dans ces trois phases, le développement du clitorophallus peut donc être modifié sous l'effet d'anomalies hormonales lors du développement foetal, et en particulier par l'action de certains polluants dits perturbateurs endocriniens, de plus en plus présents dans notre environnement et notre alimentation depuis la fin du XXe siècle. 

## Aspects médicaux
Chez la femme, le clitoris peut être chirurgicalement traité en cas de douleur vulvaire et/ou clitoridienne chronique ne cédant pas aux traitements non chirurgicaux, y compris quand la douleur de dyspareunie clitoridienne résulte de mutilations sexuelles. Le chirurgien pratique alors par exemple une défibulation, une cystectomie et /ou le retrait de la bride. la résection chirurgicale du tissu fibreux entourant le clitoris, avec excision éventuelle des névromes post-traumatiques douloureux, pourrait améliorer la douleur et la fonction sexuelle. Ceci peut aussi se faire avec une reconstruction clitoridienne. 

### Reconstruction du gland du clitoris
La reconstruction du gland du clitoris est de plus en plus pratiquée, pour des raisons d'identité féminine, généralement après une excision ou d'autres mutilations génitales. 
Une technique chirurgicale reconstructrice simple, fiable et reproductible a été décrite par l’urologue français Pierre Foldès,, publiée en août 2012 dans la revue médicale The Lancet,. Les chirurgiens spécialisés bénéficient maintenant d'une meilleure connaissance de l'anatomie clitoridienne (position et rôle du nerf dorsal et de l'artère du clitoris…) et de retours d'expérience qui leur permettent, souvent, de pouvoir utiliser le lambeau neurovasculaire pour restaurer un gland du clitoris fonctionnel, dans sa position anatomique, chez les patientes ayant subi une mutilation génitale.

### Gland et attribution de genre
Des apports de testostérone exogène (par injection, ou gels...) sont parfois utilisés (chez des individus endosexes ou intersexués) pour stimuler l'élargissement du clitorophallus, dans le cadre d'approches thérapeutiques visant une « masculinisation d'affirmation de genre ».